# Bogyós paprika
A bogyós paprika (Capsicum baccatum) paprikafajt Dél-Amerikán kívül csak kevesen ismerik, mert termesztése nem vált divattá. Ottani elnevezése Aji's, ami egyszerűen csak csilipaprikát jelent. Rengeteg különböző aromájú, formájú és méretű változatát termesztik. A bogyós paprika az erősebb (csípősebb) csilipaprikák közé tartozik. A közönséges paprika (Capsicum annuum) Cayenne paprika nevű fajtája és más csilipaprikák mellett a bogyós paprika változatainak őrleményéből is készítik a Cayenne-borsot.

## Galéria
|  |  |